# شيمون كيرشون
شيمون كيرشون (بالعبرية: שמעון גרשון‏) (6 أكتوبر 1977 بتل أبيب في إسرائيل - ) هو لاعب كرة قدم إسرائيلي في مركز الدفاع. شارك مع منتخب إسرائيل تحت 21 سنة لكرة القدم ومنتخب إسرائيل لكرة القدم. أما مع النوادي، فقد لعب مع بيتار القدس ونادي هبوعيل تل أبيب.

## مسيرته الكروية
لعب شيمون كيرشون خلال مسيرته الاحترافية مع ناديين في خمسة عشر موسمًا وسجل خلالها 36 هدفًا ضمن 398 مباراة. حيث فاز في خمسة مواسم بالكأس وفي ثلاثة مواسم بالدوري.
خاض شيمون كيرشون مسيرته مع نادي هابوعيل تل أبيب في موسم 1996–97 ليلعب معه عشرة مواسم، مشاركًا في 285 مباراة سجل خلالها 33 هدفًا. ثم انتقل إلى نادي بيتار القدس في موسم 2006–07 ليلعب معه خمسة مواسم، حيث شارك في 113 مباراة سجل خلالها 3 أهداف.

## وصلات خارجية
- شيمون كيرشون على موقع الاتحاد الدولي (مؤرشف)  (الإنجليزية)
- شيمون كيرشون على موقع الاتحاد الأوربي (الإنجليزية)
- شيمون كيرشون على موقع قاعدة بيانات كرة القدم.إي يو (الإنجليزية)
- شيمون كيرشون على موقع ناشيونال فوتبول تيمز (الإنجليزية)